# Fagiolo Gialét
Il fagiolo Gialét, detto anche fasol biso o solferino, è un prodotto tipico della Valbelluna. Si caratterizza per la buccia molto sottile, che lo rende altamente digeribile, per il colore giallo intenso del suo tegumento e per il sapore delicato.
La coltivazione del fagiolo Gialét è documentata dall'inizio del ‘900. Durante il secolo scorso, il Gialét era consumato dai ceti più agiati o inviato alla Città del Vaticano. È tradizionalmente considerato un prodotto pregiato che veniva consumato in occasioni speciali.
Si presta ad essere gustato lesso con un filo d'olio extravergine o nelle zuppe, viene inoltre impiegato nelle creme o in abbinamento al pesce. Durante l'Episodio 17 di MasterChef Italia (seconda edizione), è stata scelta la “Crema di fagioli Gialet del feltrino” come piatto nell'Invention Test.
Il fagiolo Gialét è un presidio Slow Food.